# 塚田忠保
塚田 忠保（つかだ ただやす、1958年 - ）は、日本の実業家、グランドニッコー東京 台場代表取締役社長、総支配人。

## 人物・経歴

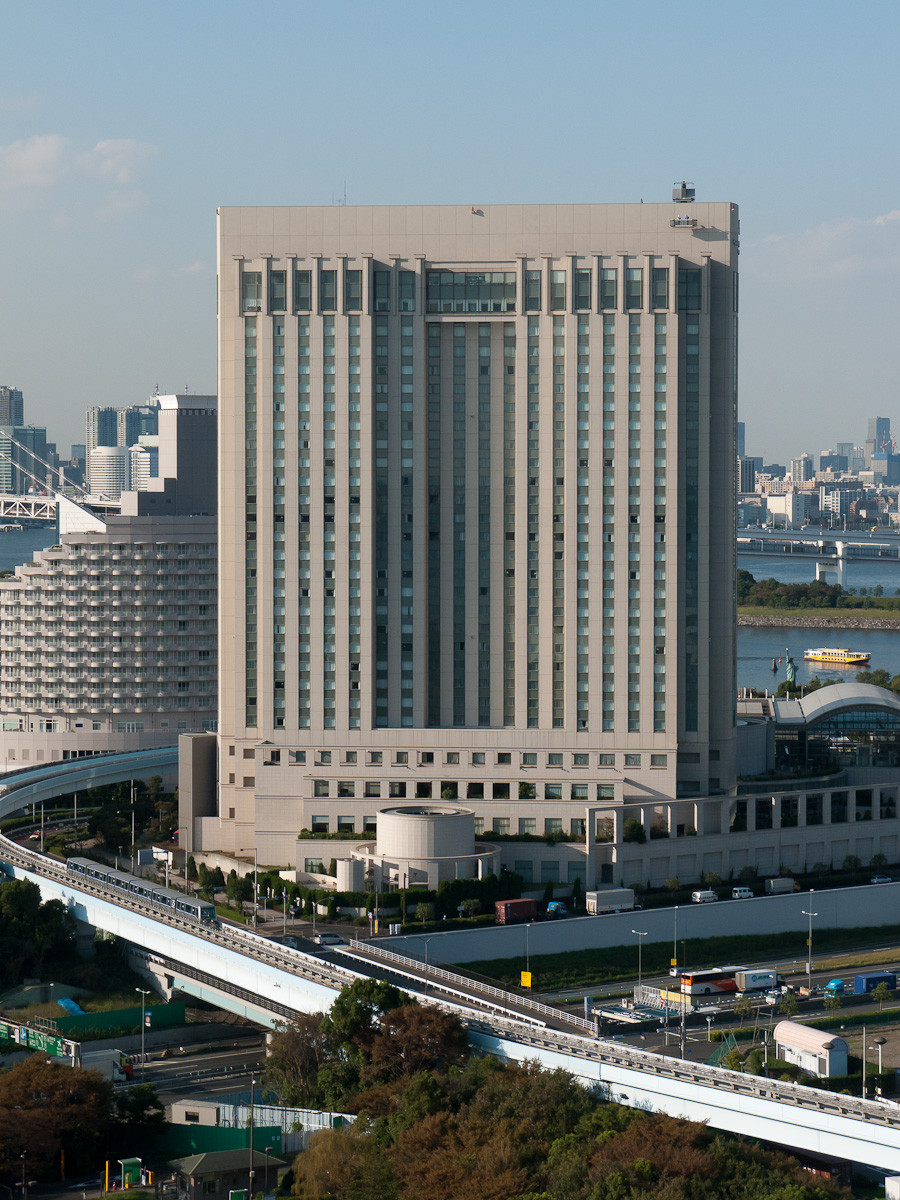
グランドニッコー東京 台場

1958年生まれ。1981年3月、立教大学社会学部観光学科（現・観光学部）卒業。
大成観光株式会社（現・株式会社ホテルオークラ）にてホテルマンとしてキャリアをスタートする。その後、日本航空開発株式会社（現：株式会社オークラニッコーホテルマネジメント）に入社。
1994年にホテル日航東京の開業準備室に着任。同社営業部次長、宴会部長を務めた後、2000年に日航熊本の副総支配人に就任。その後、JALシティ宮崎やホテル日航東京の総支配人などを歴任し、同社上席執行役員として国内グループホテルを統括する。
2016年4月よりニッコー・ホテルズ・インターナショナルの最上級ブランド「グランドニッコーブランド」として日本初のホテルとなる「グランドニッコー東京 台場」の開業準備室長となり、同年7月、グランドニッコー東京台場代表取締役総支配人に就任。
2017年6月、同ホテル代表取締役社長に就任。
また2014年には、母校の立教大学観光クラブの会長に就任。同クラブの名誉会長を務める。